# دشت له‌باز
دشت له‌باز، روستایی از توابع بخش بنارویه شهرستان لارستان در استان فارس ایران است.

## جمعیت
این روستا در دهستان ده فیش قرار دارد و براساس سرشماری مرکز آمار ایران در سال ۱۳۸۵، جمعیت آن زیر سه خانوار بوده‌است.